# 廖汉生
廖汉生（1911年11月14日—2006年10月5日），土家族，湖南桑植人，中国共产党、中华人民共和国政治人物，原副国级领导人，中国人民解放军高级将领。曾任中共七大代表，中共第八届中央候补委员，中共第十一、十二届中央委员，中共十三大、十四大代表，十五大、十六大特邀代表，第一、三、四、五、六、七屆全國人大代表，第一、二、三届国防委员会委员，第六、七届全国人大常委会副委员长，中央军委委员，国防部副部长，北京军区政治委员，沈阳军区第一政治委员。

## 生平

### 早年生涯
廖汉生1911年11月14日出生于桑植县长瑞乡一个普通的农民家庭，時值辛亥革命爆发之际，父亲便按照乡间流行的“推翻满清统治，恢复汉家天下”的口号，给他起名“汉生”。6岁入私塾读书。11岁入桑植县立高等小学。13岁由贺龙出资送入常德湖南省立第二师范学校附属小学就读。后因贺龙参加北伐离湘，他失去资助，遂辍学回乡。1926年本县高小毕业，参加了农民运动和工人武装斗争。后娶贺龙二姐贺戊姑的女儿肖庚庚为妻。抗战时期误以为肖庚庚在家乡已死，廖又娶了杨白琳为妻。杨白琳是杨尚昆的妹妹，原名杨尚璞。
廖漢生1929年参加桑植县农民协会和县苏维埃的工作，长期在湘鄂边苏区进行游击斗争。1930年红军主力东下洪湖，他随贺民英游击队留在湘鄂边苏区，一直坚持到红军主力重返湘鄂边。1933年5月任鹤峰县第四游击大队副大队长。6月，调到红三军军部任书记员。7月，经贺龙、关向应介绍加入中国共产党。后任军政治部秘书、师党委书记、师政委、军团组织部部长等职。1935年11月，随红二六军团从桑植出发长征。1937年5月出席在延安召开的中共苏区代表会议。

### 抗日戰爭時期
抗日战争时期，任八路军第一二O师三五八旅七一六团副团长、团政委。率部参加雁门关、收复晋西北7城的战役，参与创建晋西北抗日根据地的斗争。1939年挺进冀中，任独立第二旅副政委、代旅长。1940年回师晋西北，参加了晋西北反“扫荡”和百团大战。1941年入延安八路军军政学院和中央党校学习，参加了延安整风。1943年任三五八旅副政委，并先后调任中央党校第二部、第四部组织教育科科长。1944年11月，任八路军南下支队第五干部大队政委，带领一批干部到湖北洪湖地区工作。1945年，随南下支队到达新四军五师暨鄂豫边区，任中共襄南军分区政委兼地委书记。抗战胜利后，任江汉军区副政委、政委。参加了桐柏战役。
第二次国共内战期间，历任晋北野战军副政委、晋绥军区第一纵队政委、陕甘宁野战集团军副政委、西北野战军第一纵队政委、第一军政委。率部参加保卫延安、转战陕北、解放大西北等一系列战役。

### 新中國建立初期
中华人民共和国建立后，任中国人民解放军第一军政委兼青海军区政委、中共青海省委副书记、省政府副主席。领导青海人民建立人民政权，平息反革命叛乱，实现民族团结，建设新青海。1952年5月任西北军区政治部主任、副政委。后入军事学院学习。1957年任该院院长。1954年任国防部副部长。1955年被授予中将军衔。1960年任北京军区政委。1973年任军事科学院政委。1975年任南京军区政委、第一政委。1977年8月当选为中共中央军委委员。1980年任沈阳军区第一政委。

### 文化大革命時期
根据中共官媒，“文化大革命”中，他被林彪反革命集团诬陷为“贺龙的亲信”、“二月兵变的黑干将”，被关押长达5年半。他仍坚持真理，英勇斗争，毫不畏惧。1975年调任南京军区政委时，邓小平对他说:“你过去是有角的，要保持这个角，不要磨掉了。”这是对他履新的勉励，也是对他的品格的称赞。

### 擔任全國人大常委會副委員長
1983年至1993年，廖漢生擔任第六、七届全国人大常委会副委员长，並兼任全國人大外事委員會主任委員。在全國人大工作期間，他認真學習憲法和法律，深入開展調查研究，積極參加對普法工作和法律實施工作情況的調研和視察，潜心研究代表聯絡工作，提出了許多有價值的意見和建議，為堅持和完善人民代表大會制度、加強民主法制建設作出了積極貢獻。在兼任全國人大外事委員會主任委員的5年中，他積極推進全國人大與外國議會之間的交往和聯繫，為增進全國人大與外國議會之間的了解和友誼，維護祖國尊嚴，做了大量工作。他還曾兼任中央愛國衛生運動委員會主任委員，大力推進農村改水工作，關注除害防病工作，開展健康教育，取得了很大成效。
2006年10月5日6时30分因病医治无效，在北京逝世，享年95岁。

## 荣誉
曾獲一級八一勳章、一級獨立自由勳章、一級解放勳章，1988年被授予一級紅星功勳榮譽章。